# Антонівка (Тульчинський район)
Анто́нівка — село в Україні, у Томашпільській селищній громаді Тульчинського району Вінницької області. Населення становить 1488 осіб.

## Сучасність
Антонівка — село, до 2020 центр сільської ради, розташоване на східних відрогах Подільської височини, у долині річки Русава, що впадає у Дністер. Воно лежить за 8 км від районного центру Томашпіль і за 30 км від залізничної станції Вапнярка. З Томашполем має автобусне сполучення. Через село пролягає траса міжміського автосполучення Томашпіль — Могилів-Подільський.
Протяжність села з півночі на південь становить близько 7 км, площа — 488 га. Населення — 1337 чол. (01.01.2008 р.)
В селі Антонівка функціонує середня 1-3 ступенів, у якій навчається 103 дитини Діє торговельна мережа з п'ятьох крамниць та одного кафе-бару. Функціонує тваринницький комплекс, тік, ФАП, олійний млин. В жовтні 2012 року відкрито та освячено новозбудований Свято-Михайлівський храм. Для будівництва храму докладено чимало зусиль з боку обласної та місцевої влади, а також завдяки підтримці самих жителів територіальної громади. З нагоди відкриття храму, службу правив митрополит Вінницький і Могилів-Подільський Симеон. В урочистому відкритті взяли участь перший заступник голови обласної державної адміністрації Іван Мовчан, керівництво та духовенство Томашпільського району. На базі новозбудованого храму функціонує дитяча недільна школа, де навчають педагоги з асоціації православних педагогів Томашпільського району.
12 червня 2020 року, відповідно до Розпорядження Кабінету Міністрів України від  № 707-р «Про визначення адміністративних центрів та затвердження територій територіальних громад Вінницької області», увійшло до складу Томашпільської селищної громади.
19 липня 2020 року, в результаті адміністративно-територіальної реформи та ліквідації  Томашпільського району, увійшло до складу новоутвореного Тульчинського району.

## Географія
У селі річка Безіменна впадає у Русаву, ліву притоку Дністра.

## Населення

### Мова
Розподіл населення за рідною мовою за даними перепису 2001 року:
| Мова       | Кількість | Відсоток |
| ---------- | --------- | -------- |
| українська | 1480      | 99.46%   |
| румунська  | 6         | 0.40%    |
| російська  | 2         | 0.14%    |
| Усього     | 1488      | 100%     |

## Історія
Перші документальні згадки про село належать до II половини 18 століття та є в церковних книгах Кам'янець-Подільської єпархії. Походження назви має декілька версій. По-перше, назву села пов'язують з ім'ям управляючого на хуторі Антона. По-друге, як розповідають старожили, спочатку тут виникло кілька хат, у яких жили лісові сторожі. Довкола стояли лісові масиви, які треба було охороняти. Ці масиви разом із багатьма родючими землями та десятками населених пунктів належали графові Потоцькому. Як свідчать перекази старожилів, село наше, назване на честь старшого сина Потоцького — Антона. За однією із легенд походження назви має і таку історію. В 1640 роках на місці теперішнього села буяли густі ліси, серед яких загубився невеличкий хутір, у якому налічувалось декілька хат, мешканцями яких були, здебільшого, члени однієї родини. В 1730 році із Західної України їхали через хутір чумаки. Вони повертались додому з повними возами солі. В чумака Антона захворів один віл. Викопав Антін недалеко від хутора землянку і залишився тут. Побудував він їз дерева хатину, женився і почав господарювати: розорав клапоть землі, засіяв зерном, став чекати урожаю. Згодом біля його будинку почали будуватись жителі з хутора. З'явилась ціла вулиця, яка постійно збільшувалась і переростала у велике поселення, яке згодом назвали Антонівкою, у честь його засновника — Антона.
Село ділилось на так звані кутки, які отримували назву за способом життя людей, їх ремеслами, з поваги до прізвищ знатних людей.
Так з'явились назви: Гончарівка — куток, де жили гончарі, які виготовляли горшки, гладущики, глечики, миски тощо.
Кут — частина села, яка була відокремлена від основного поселення.
Оруд — куток, де був розташований маєток пана Рожанського. Сам пан жив у Польщі, а маєтком правив економ. Для панського столу тут вирощували різні овочі і фрукти. Це був панський «ogryd», що в перекладі з польської означає «огород».
Шляхта — куток, де проживали вихідці з Польщі, які працювали в панському маєтку (Долінські, Бачинські, Борсуківські, Желіжевські, Лозинські та іншого).
Про один з кутків села існує цікава давня легенда.
Безодня — куток, що знаходиться на границі сіл Антонівка і Вила. Це місце, де б'ють багато джерел. За легендою, тут колись було водоймище, яке живилось підземними водами, з якого селяни напували худобу. В жнива, спекотного дня, їхав до водоймища селянин, щоб напоїти волів. Тільки-но почали воли пити воду, як земля під ними розступилась і віз разом з волами пішов під воду. Жах охопив селянина. Він став кликати на допомогу. Почувши крик, збіглися люди, хотів витягти волів. Вдивлялись в чисту прозору воду, але побачити нічого не змогли. Мабуть, водоймище було без дна.
З того часу це місце викликає у людей острах, пересторогу. Старожили і до сих пір стверджують, що вночі, у часи повного місяця, чути рев волів, які пішли під воду. А цікаві антоняни деколи заглядають у прозору, чисту воду, щоб перевірити правдивість цієї легенди.
Навколо села, на місці розроблених лісів, з'явились польові урочища: Вуглярки — це місце отримало назву через те, що тут випалювали деревне вугілля для кузні.
Цегельня — тут займались випалюванням цегли для потреб панського маєтку.
Березина — в цьому урочищі колись росли берези. Та для потреб Томашпільського цукрового заводу весь березовий гай був винищений.
Коритна — місце, схоже до корита.
Середній горб — межиріччя між нижньою і верхньою польовими річечками.
Степ — місце, яке розчистили від дерев і розорали для поля.
Суходіл — територія за селом, де відсутні джерела.
Ці назви окремих частин села збереглись і до сьогодні.

### Кріпаччина
В ІІ половині 18 століття територія села різко починає зростати. Достеменно відомо, що в 1757 році в с. Антонівка прихожанами була побудована церква св. Архистратига Михайла. Спочатку вона була три купольна, дерев'яна, та в 1846 році була перебудована в одно купольну і в такому вигляді проіснувала до 1872 року. Також в селі було збудовано заїжджий двір для відпочинку чумаків, невелику гуральню, корчму, почалося використання річки Русави для будівництва млинів. На місці, де сьогодні споруджений адмінбудинок (сільрада, пошта, контора сільгосппідприємства), колись були побудовані потужні печі, для випікання хліба.
В той час в селах часто будували млини, бо це було прибутком панів, графів. Так, на початок 19 століття в селі розпочато будівництво середнього млина, а в 50-70 роках 19 століття німецькі інвестори побудували це два млини, які збереглися до сьогодення. Назва млинів походить від їх розташування відносно річки Русави: верхній, середній, нижній або «німецький». Господарем нижнього млина був Жучковський, верхній орендували євреї з Томашполя. Борошно високої якості, крупу та олію з Антонівки відправляли в різні куточки України і за кордон. Щодоби три млини виробляли 42-48 тонн борошна та круп, декілька тонн соняшникової олії. Верхній і нижній млин працювали цілодобово.
З розвитком млинарства і рибальства, вигідним географічним положенням, шляхами сполучали, що проходили через село Антонівка, швидкими темпами почала зростати кількість населення.
В урочищі Огруд стояв панський маєток, у якому жив економ Романський (люди називали його паном). Коли приїжджали пани, вони теж тимчасово жили тут. Був садок із рідкісними фруктовими деревами, завезеними із Франції. У господарстві цього управителя були також завезені з-за кордону перші в селі індики. Ніхто з місцевих не бачив цих свійських птиць. Тому хлопці — шибайголови одного разу розігнали індик, за що були покарані трьома днями відсиджування у холодній.
Напередодні скасування кріпацтва, більшість селян не мали землі. Не вистачало у них тягла і реманенту. Вони обробляли землю примітивними знаряддями, тому врожайність була низька: пшениці −7 пудів із десятини, жита — 10 пудів.

### Капіталістичний розвиток
В 1861 році Олександр ІІ своїм указом скасував кріпосну залежність селян, у результаті чого селяни стали вільними і мали отримати до трьох десятин землі (одна десятина приблизно 1,2 га).
На честь відміни кріпосного права чоловіки — умільці викопали криницю в центрі села, оздобили її, зібрали з кожного двору по 5 копійок і виготовили великий дерев'яний хрест. Біля підніжжя хреста встановили вилиту з металу табличку з надписом: « Цей хрест споруджено селянами Антонівки в пам'ять про відміну кріпосного права 1861 року». Відміна кріпосного права частково вплинула на соціально-економічний розвиток села, але питання пов'язані з розвитком освіти, вирішувались дуже повільно. В 1874 році при допомозі спільної каси прохожан, у розмірі 2288 рублів, і коштів графа Потоцького і Ліпенського було збудовано нову церкву. Найбільше турбувався про будівництво протоієрей Василь Лисич. Паралельно із будівництвом церкви будували приміщення церковно-приходської школи. В школі вивчали божий закон, грамоту, арифметику. В кінці 19 століття на початку 20 століття у селі з'явилися грамотні селяни, яких до 1861 року майже не було.
Але початок 20 століття не приніс великих змін в соціально-економічне життя мешканців села. Найбільш родючі землі належали поміщику Рожанському, деякі селяни були безземельними і працювали на поміщицькій землі. Під впливом революційних подій у 1905 році, а потім і Першої світової війни та Жовтневого перевороту, в Україні і зокрема в Антонівці відбулися страйки на підтримку революції (першими революціонерами були Телепенько Порфирій, Слободянюк Василь). Селяни вимагали розподілу поміщицьких земель.
Багато антонівчан брали участь у Першій світовій війні 1914 року. Росія була не підготовлена до війни, тому в лютому, як відомо, у Петербурзі стався революційний переворот. Події 1917 року докотились і до Антонівки. Учасники війни 1914 року, повернувшись з фронту, вимагали землі. Відбувалось все так, як описано в повісті М. Коцюбинського «Фата Моргана». Жителі Антонівки взимку 1917 року почали нападати на панський маєток, пограбували його. Пан Рожанський втік. Мужики увірвались в бібліотеку Рожанського. Дядьки — неграмотні, затуркані — розбирали книги на цигарки. Шафи з червоного дерева розбивали, тягнули мотузками.
Селяни полили скирти сіна, розбирали худобу. Навесні Рожанський повернувся. Зібрали схід села, почали бити селян. Але у 1918 році Рожанський назавжди втік.
7 (20) листопада 1917 року, відповідно до Третього Універсалу Української Центральної Ради, увійшло до складу Української Народної Республіки.
Потім була громадянська війна. Першим головою сільради був громадянин села Кузьмінський.

### Будівництво соціалізму
Утворена УНР проіснувала не довго. Більшовики направили на Україну великі сили і республіка була повалена і встановлено більшовицький режим. В 1923 році в селі виникає комсомольська організація, секретарем якої був Городенко Макар, а в 1925 році — партійна організація на чолі з Телепеньком Порфирієм.
Складна внутрішньо-політична обстановка в Україні на початку 20-х років, розвал усього народного господарства поглибили і без того важке становище жителів Антонівки.
В 1921—1923 роках селяни села переживають голод, але в період НЕПу (1921—1928 роки) тимчасово життя селян нормалізується. Селяни отримали землю, що дало можливість у середині 1920-х років покращити життєвий рівень, але така обстановка була недовго. За селянський двір, за землю, майно потрібно було платити непомітні податки, які майже неможливо було сплатити. Так, кожен селянин повинен був віддати в державу 40 кг м'яса, 200 яєць, шкуру від тварин. Забирали майже все вирощене зерно.
Наприкінці 20-х років розпочався процес колективізації. Людей примушували вступати в колгоспи. Хто не погоджувався, робили з нього куркуля і висилали до Сибіру. Із села вислано сім'ї Григоруків та Безсмертних, а на їх садибах організували так звані бідняки колгоспи. Перший колгосп під назвою «Нове життя» (голова Семенюк) створено в 1929 році. Організаторами колективізації в селі були Телепенько Порфир, Слободянюк Терентій, Павлов Ілля, Браславський, Бурановець, Красножон та інші.
Внаслідок грабунку, в 1932—1933 роках на весні по всій Україні лютував голодомор. Запаси їжі в людей вичерпувалися, люди у відчаї почали спрямовувати свій гнів на тих, хто в їх очах був винуватцем цих кривавих подій, — владу. По селах прокотилась хвиля протесту, так званих «волинок», від яких гриміли колгоспні склади, з яких забирали зерно.
Але наше село ця біда частково оминула. У 1933 році з голоду в селі померло лише кілька людей. Це — унікальний випадок, можливо, на все Поділля. У чому ж причина? Один чоловік з нашого села, батько Мужейко Юлії, служив у Петербурзі жандармом. Сталося так, що йому двічі доводилось заарештувати тодішнього Всеукраїнського старосту Григорія Петровського, і двічі його відпускали, служачи при царському дворі. За добро заплатили добром. З усіх сіл вигрібали все до зерна, у нас — ні. Петровський двічі приїжджав в Антонівку. Завдяки цьому, голод, на щастя, обминув тоді наше село.
Але навіть у такий спосіб в селі продовжували створювати колгоспи. У 1933—1934 роках в Антонівці створено ще два колгоспи, відповідно колгосп ім. Димитрова (голова Павлов Йосип, прізвище якого занесено в 1939 році до «Книги пошани області», що зберігається у Вінницькому краєзнавчому музеї) і колгосп «Першого травня» (голова Чернявський).
До 1934 року майже всі жителі села були залучені до колгоспів. На початок 1935 року тільки дві сім'ї не були членами колгоспу — це Бойка і Григорука. В 1933 році відбувся організований жіночий страйк, учасники якого вимагали від голови сільської ради Заболотного Андрія, який головував з 1931 по 1937 роки, віддати землю селянам і весь інвентар: коні, плуги тощо. Дорого поплатилися селяни за цей страйк: головних організаторів відправили в Сибір, а на інших було накладено штрафи.
В 1933—1934 роках пройшов процес закриття церкви. Хрест та дзвони скинули у 1933 році (хреста скинув Багуцький). З ініціативи директора школи Стецюка Андрія Григоровича в 1934 році було знищено церковну бібліотеку, всі книги та документи було спалено учнями школи під час уроків. У кінці 1934 року церкву закрили і перетворили на колгоспний склад зерна. Під час окупації церкву від реставрували і вона проіснувала до 1955 року. В результаті найшаленішого наступу влади комуністів на релігію, влітку 1954 року в селі було закрито місцеву церкву. Все церковне майно вивезли у райцентр та по інших церквах, які ще діяли. Залишилося пусте приміщення — міцне, збудоване з масивних дубових стовпів та дощок. До 1987 року в приміщені церкви знаходився шкільний спортивний зал, поки її остаточно не було розвалено за вказівкою райкому партії. Розтягали міцну дерев'яну споруду солдати строкової служби, що перебували у військовій частині смт. Вапнярка потужними тракторами та бульдозерами.
Один із місцевих жителів згадував: «Був я тоді ще зовсім молодим учителем, дивився, як хлопчики — зелені та байдужі — кидали через волейбольну сітку м'яча, і серце стискалось від болю. Пригадував, як у дитинстві не раз ходив до церкви з бабусею, слухав чарівний спів, розглядав майстерно розписані ікони, хмелів від ладану, що курився димом. Мені було так тоді радісно, так приємно… Мене охоплювало таке несказане приємне відчуття, яке не можна передати словами, ним треба пройнятися. А тепер, блукаючи німим поглядом по голих стінах, я стояв сумний і зажурний. Печальними очима дивився, як якісь чужі дядьки та ще й вчитель фізкультури нашої школи зафарбовував лика святих, намальованих під куполами церкви. Двері пустого приміщення церкви були відчинені, і я звернув увагу на стареньку бабцю, яка йшла повз школу і на мить зупинилася, що тут робиться. Вона сумно похитала головою і половила: „ Будете ви, діти, ще ротами воду носити та будувати церкву. Згадаєте мої слова.“ Це ще дужче завдало мені жалю, згадує вчитель, а серце сильніше стиснулось від болю. Я мучився від того, що учням мусив тлумачити антирелігійні думки, а в серці тримав зовсім інше. Інакше в часи атеїзму не можна було… Десятиліттями мені часто по ночах снилось, що наша церква відновлюється. Прокидався усвідомлюючи, що то сон, і серце знову облягав смуток», — закінчив свої спогади старий учитель.
В 1933—1934 навчальному році в селі відкрили семирічну школу, у якій навчалось понад 320 учнів. Першим директором був Стецюк А. Г. У 1936 році був перший випуск семирічної школи.
В середині 30-х років урядом запроваджувалася індивідуальна і дрібногрупова прогресивно-відрядна оплата праці. Фактор матеріальної заінтересованості позначився на продуктивності праці у громадському господарстві. Було зміцнено матеріально-технічну базу села. Протягом 1935—1937 років в колгоспах почала з'являлася сільськогосподарська техніка, зокрема, колгосп «Нове життя» отримав нову машину (1937 рік), шофером якої був Цявлюк Дмитро, колгосп ім.. Дмитрова — комбайн «Комунар» (1938 рік), з'явилися перші трактори. Вся техніка належала МТС, а бригадиром тракторної бригади був Автеній. Сільське господарство Антонівки виходило на рівень продуктивності, що існував до колективізації. Так, у кінці 30-х років люди вже мали хліб, який одержували за зароблені у колгоспі трудодні. На один трудодень в середньому давали від 1,5 кг до 2 кг зерна. Було кілька сімей, які виробляли до 1000 трудоднів, за що одержували до 2 тонн зерна. Важко було придбати товари промислового виробництва. Селяни, в основному, займалися домоткацтвом, виготовляли одяг, взуття тощо.
В довоєнний період верхні та нижні млини стали державними, а в 1939 році верхній млин розкомплектували, з якого на сьогодні залишились тільки стіни та верх. В період окупації появився нащадок господаря нижнього млина, який провів капітальний ремонт, побудував греблю та встановив турбіну по виробництву електроенергії, що могла забезпечити потреби село (в середині 60-х років її розібрано і здано на металобрухт). Після війни млин став державною власністю, а в 1970 році він перейшов у колгоспну.
В 1940—1941 навчальному році в Антонівській школі було 14 класів, у яких навчалось понад 380 учнів у п'яти приміщеннях. Потрібно відмітити, що кількість господарських номерів до 1941 року зросла до 950 з кількістю населення понад 2800 осіб.

### Війна
Подальшому розвиткові господарства, культури, поліпшенню добробуту людей перешкодила війна, розв'язана німецько-нацистськими загарбниками 22 червня 1941 року . На священну битву з ворогом піднялись сини і дочки села, але вже 20 липня 1941 року війська німецької армії захопили Антонівку і почали встановлювати «новий порядок». По всьому районі прокотилась хвиля вбивств, грабунків, які влаштували румунські окупанти, що були сателітами Німеччини і отримали право на управління цією територією. І тільки через три роки 16 березня 1944 року, війська 2-го Українського фронту визволили село. Радісно зустріли селяни Антонівки звістку про капітуляцію нацистської Німеччини 9 травня 1945 року. На фронтах Німецько-радянської війни брали участь близько 400 жителів села. Багато з них відзначено урядовими нагородами. Проте на фронтах війни загинуло 310 антонівчан. У 1967 році в центрі села у сквері біля Будинку культури в урочистій обстановці на честь загиблих воїнів-земляків відкрито пам'ятник із меморіальною плитою, на якій викарбувано прізвища односельчан, які своєю смертю подарували нащадкам мирне майбутнє. Ініціатором спорудження пам'ятника був тодішній голова сільської ради, фронтовик Березовський Олексій Терентійович.

### Повоєнна відбудова
Але час не чекав: жінки, підлітки і старі люди приступили до відбудови зруйнованого господарства села. Та у 1946—1947 роках у зв'язку з несприятливими кліматичними умовами і нерозумною політикою уряду село переживає третю голодовку. Щоб якось вижити в таких умовах, люди йшли в поле, яке охоронялося, збирати загублені колоски. За 10 колосків колгоспників садили у в'язницю. Так, наприклад, Богайчук Антін одержав 5 років позбавлення волі за 1 кг колосків, Рибак Марія — 3 роки, Рибак Маланка — 3 роки.
Після смерті Сталіна Й. В. у 1953 році на вересневому пленумі КПРС Першим секретарем ЦК КПРС став Хрущов М. С., який себе вважав знавцем сільського господарства. Саме за його вказівкою було проведено укрупнення колгоспів, у результаті чого у 1954 році три колгоспи «Нове життя», ім.. Дмитрова та «Першого травня» були об'єднані в один — ім.. Дмитрова. Першим головою об'єднаних колгоспів був Рибак М. П. Новостворений колгосп мав у своєму користуванні близько 2400 га орної землі, на якій вирощували сільськогосподарські культури: пшеницю, ячмінь, овес, кукурудзу, соняшник, цукровий буряк та інші. Поряд із рільництвом розвивалось садівництво, овочівництво. Неабияку роль у розвитку овочівництва відіграє бригадир городньої бригади Халабуда В. А., який за досягнення високого урожаю овочів був нагородженим орденом Леніна. Пізніше справу батька протягом десятиліть продовжував його син Халабуда М. В. Поряд із рослинництвом розвивалися галузі тваринництва: скотарство, свинарство, вівчарство, птахівництво, рибництво, бджільництво. Зокрема, у 70-х роках поголів'я великої рогатої худоби становило 1200—1300 голів, свиней — до 1000, овець — до 950, курей — до 5000 штук.
Паралельно з розвитком господарством змінювався загальний вигляд села. Широко розгортається будівництво як приватного сектора, так і культурно-освітніх закладів. У вересні-жовтні 1957 року у нашому селі вперше заговорило радіо в кожній оселі. У 1967 році було відкрито Будинок культури, першим завідувачем якого був Шестопалько І. М., гуртки художньої самодіяльності, які працювали у Будинку культури, а також бібліотека, яка допомагала школі в організації позакласної роботи. Будинок культури сприяв проведенню дозвілля селян. В цьому ж році було відкрито середню школу, у якій навчалося до 420 учнів. При школі працював гуртожиток на 60 учнів із сусідніх сіл. До кінця 60-х років відноситься і відкриття фельдшерсько-акушерського пункту.
Знаменитим роком для антонівчан став 1987 рік. В цьому році було побудовано адміністративний будинок, у якому знаходиться контора колгоспу, сільська рада, відділення зв'язку, ощадкаса. В цьому ж році першокласники першими ступили на поріг новозбудованої красивої триповерхової школи на 462 учні (директор Григорошина В. І.) із обладнаними навчальними кабінетами, спортзалом, майстернею, актовим залом, їдальнею. Забезпечують навчально-виховний процес у школі близько 30 учителів. З 1988 по 1995 року обов'язки директора школи виконував Побережний М. П., з 1995 по 2005 рік — Боднар О.Я, а з 2005 року — Рябокінь О. В.

### Розвал СРСР
В результаті початку перебудовчих процесів, започаткованих генеральним секретарем ЦК КПРС Горбачовим М. С., у населення змінюється тип мислення, з'являється інтерес до політичного і господарського життя села. В 1985 році село Вила, яке входило до складу Антонівської сільської ради, відокремлюється і утворює самостійний орган самоврядування. Головами Антонівської сільської ради в період 1985 року по 2006 рік були: Ставнійчук А. С., Боднар О.Я, Темний І.С, Вергеліс Р. А. Під час глибоких соціальних і політичних зрушень в період з ІІ половини 80-х посилився потяг усіх народів СРСР до незалежності і розбудови власної думки. Втіленням державотворчих пошуків українського народу стало прийняття 24 серпня 1991 року Верховною Радою Акта проголошення незалежності України. На політичній карті світу з'явилася нова суверенна держава — Україна. Після здобуття незалежності відбулися дуже повільні зміни у господарстві нашого села. В напрямку до ринкових відносин на початку 90-х років було реорганізовано колгосп у КСП «Антонівське» (голова Скорук В. І.). В січні 1996 році в КСП «Антонівське» було проведено розпаювання землі між селянами. В кінці 90-х років криза в сільському господарстві поглиблюється і виконавча влада намагається знайти вихід з неї. У грудні 1999 року Президент України видав указ «Про невідкладні заходи щодо прискорення реформування аграрного сектора економіки». В ньому спрямовувалась увага на приватизацію сільськогосподарських підприємств на засадах приватної власності на засадах приватної власності на землю та майно. У 200 році в нашому селі з'явилися перші фермерські господарства Шпикуляка В., Бугайчук Л., Обертуна О. На сьогоднішній день в Антонівці нараховується 5 фермерських господарств. В цьому ж таки році в грудні місяці рішенням загальних зборів утворено СТОВ «Антонівське», директором якого було обрано Скорука В. І.
Але ситуація в сільськогосподарського виробництві погіршується. Зникають такі галузі тваринництва, як птахівництво, бджільництво, вівчарство, зменшується поголів'я корів, свиней. Сільськогосподарська техніка застаріла. Складна соціально-економічна криза в країні негативно впливає не тільки на розвиток господарства, але й на соціальну сферу: освіту, медицину, культуру, а також на демографічну ситуацію села. Свідченням цього є той факт, що населення за 30 років зменшилось на 1030 чоловік. А показник середньої смертності перевищує у 3 рази показники народжуваності. Відбувається природне скорочення кількості населення села.

### Період незалежності
За період становлення незалежності України відроджується духовність мешканців села, традиції, звичаї. В 90-х роках місцеві жителі встановили біля історичної криниці кам'яний хрест на честь відміни кріпосного права, який був в кінці 80-х років 20 століття реставрований антонівським скульптором Савельєвим Михайлом Андрійовичем.
В 1994 році було відкрито церкву в приміщенні колишнього шкільного інтернату. В 1998 році — молитовний дім.
У 2006 році розпочато будівництво газопроводу, у селі створено кооператив, який об'єднував 300 дворів, вартість якого становить близько 900 тис. грн. Головою кооперативу було обрано Балдинюка В. В. В цьому ж році розпочато будівництво кам'яної церкви на місці зруйнованої. Ініціатором будівництва є Подольський Іван Романович, який був призначеним у 2006 році настоятелем православного храму св.. Архистратига Михайла.
У 2006 році проведено телефони в 300 осель жителів села, поставлено телефонну вежу мобільного зв'язку «Київстар Дж. Ес. Ем.»
Як і в кожному селі, в Антонівці живуть свої традиції та звичаї. Тут мешкають працьовиті люди різних процесів: хлібороби, вчителі, медичні працівники. Характерним, однак, є те, що село виростило велику кількість учителів. Люди цієї спеціальності займають друге місце після хліборобів. Сьогодні, наприклад, з 27 педагогів всі місцеві.
Виростило село і свого поета — Олександра Височанського, який є членом Спілки письменників України. Його ім'я занесено до сучасної енциклопедії України 2007 року видавництва. Олександр Григорович відомий широкому загалу, видав понад дюжину збірок віршів. Пише він для дітей, а також гуморески і звичайні ліричні поезії. Чимало їх присвятив він рідній Антонівці та її людям.